# Nicktoons Mix
Nicktoons Mix era um bloco exibido pelo canal de televisão por assinatura Nickelodeon, de segunda a sexta entre 2003 a 2005 entre os mesmos horário de 15h00 a 17h00, exibindo os seguintes programas:
- Bob Esponja
- Jimmy Neutron
- Ei Arnold!
- CatDog
- Os Castores Pirados
- A Vida Moderna de Rocko
- Rocket Power
- Invasor Zim
- Rugrats
- Rugrats Crescidos
- Yu-Gi-Oh
- Ginger
- Yakkity Yak
- Doug
- Uma Robô Adolescente

Em 2005, o bloco foi reemplazado pelo novo bloco Nick MAX, que iría a exibir os mesmos Nicktoons do antiguo bloco.